# Baronete
Baronete (em inglês:  Baronet) é um título nobiliárquico da baixa nobreza. Foi criado no Reino Unido pelo rei Jaime I, no século XVII, sendo o título nobiliárquico mais recente da nobiliarquia. É um título dado por carta patente real com prerrogativa hereditária[carece de fontes?] por linhagem masculina e é classificado como sendo inferior ao titulo hereditário de Barão, Semelhante a Fidalgo, mas superior aos títulos de Cavaleiro e Escudeiro.

## Estilos de tratamento
Os detentores de tal título recebem o tratamento de Sir seguido do primeiro nome para homens e Lady seguido do último nome do marido, para as mulheres, por se tratar de titulo de cortesia.

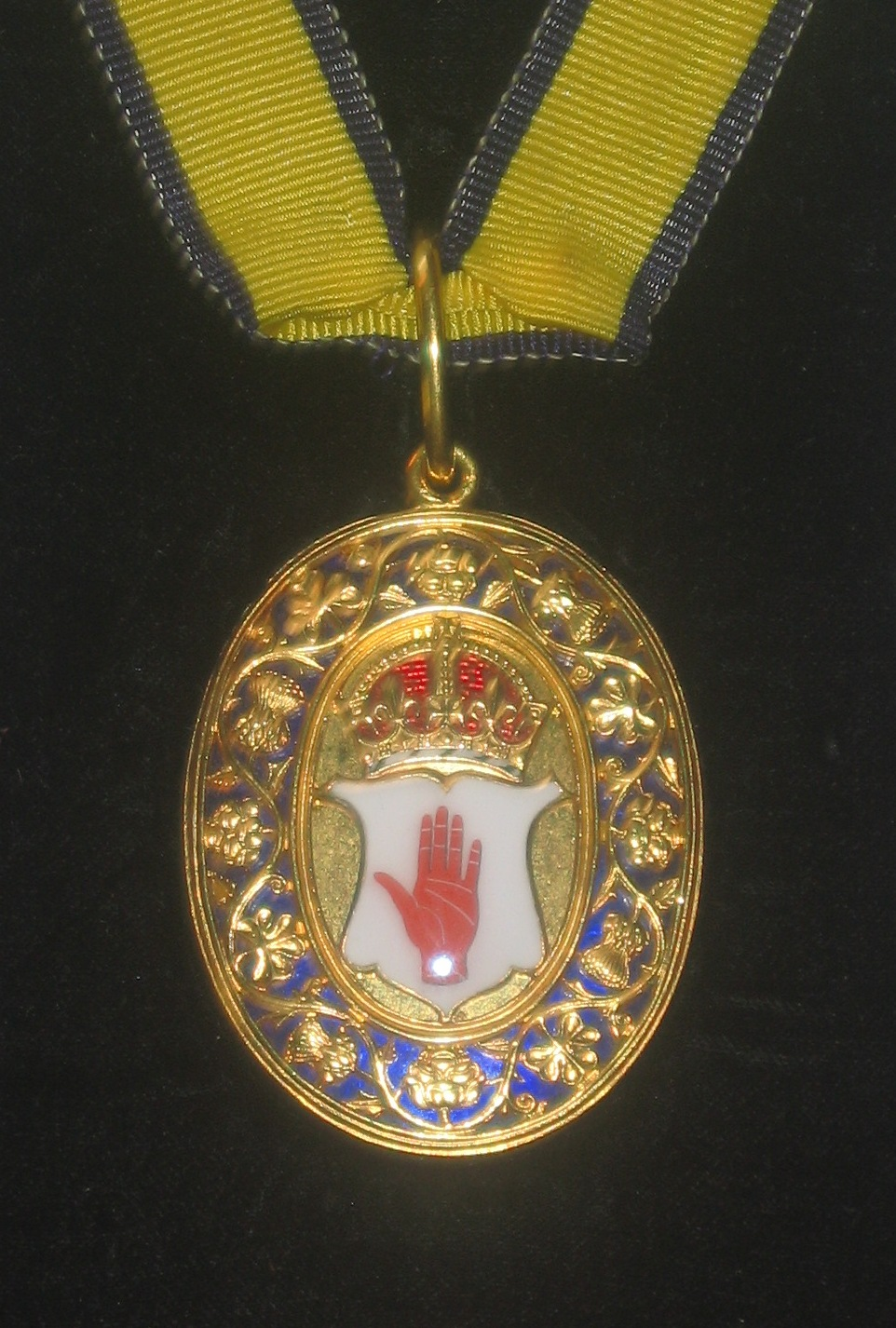
Insígnia de um baronete do Reino Unido